# Grammitis melanotrichia
Grammitis melanotrichia là một loài dương xỉ trong họ Polypodiaceae. Loài này được Baker Lellinger mô tả khoa học đầu tiên năm 1984.